# Hermanos de Italia
Hermanos de Italia (Fratelli d'Italia; FdI) es un partido político italiano de ideología conservadora nacionalista. El partido ha sido ampliamente descrito como de extrema derecha por los medios de comunicación. Algunos medios, de manera minoritaria, también lo han descrito simplemente como de derecha política.
El partido se creó como Centroderecha Nacional el 17 de diciembre de 2012 por Ignazio La Russa, coordinador nacional del Pueblo de la Libertad (PdL). La escisión del PdL se acordó con el presidente de este, Silvio Berlusconi, con el fin de representar mejor a la derecha del partido y ofrecer una opción más atractiva para los votantes. En los mismos días otro grupo se escindió del PdL, dirigido por Guido Crosetto y Giorgia Meloni, tomando el nombre de Hermanos de Italia del primer verso del himno nacional italiano. Ambos grupos estaban formados principalmente por exmiembros de Alianza Nacional, pero también por democristianos y liberales (Crosetto, Giuseppe Cossiga, Elisabetta Gardini, Giuseppe Moles, Enrico Costa, etc). Los dos grupos unieron sus fuerzas el 21 de diciembre.
El 20 de diciembre, el partido formó un grupo propio en el Senado, con 10 senadores. En las elecciones generales de 2013 se presenta en alianza con el PdL.

## Historia

### Elecciones de 2018

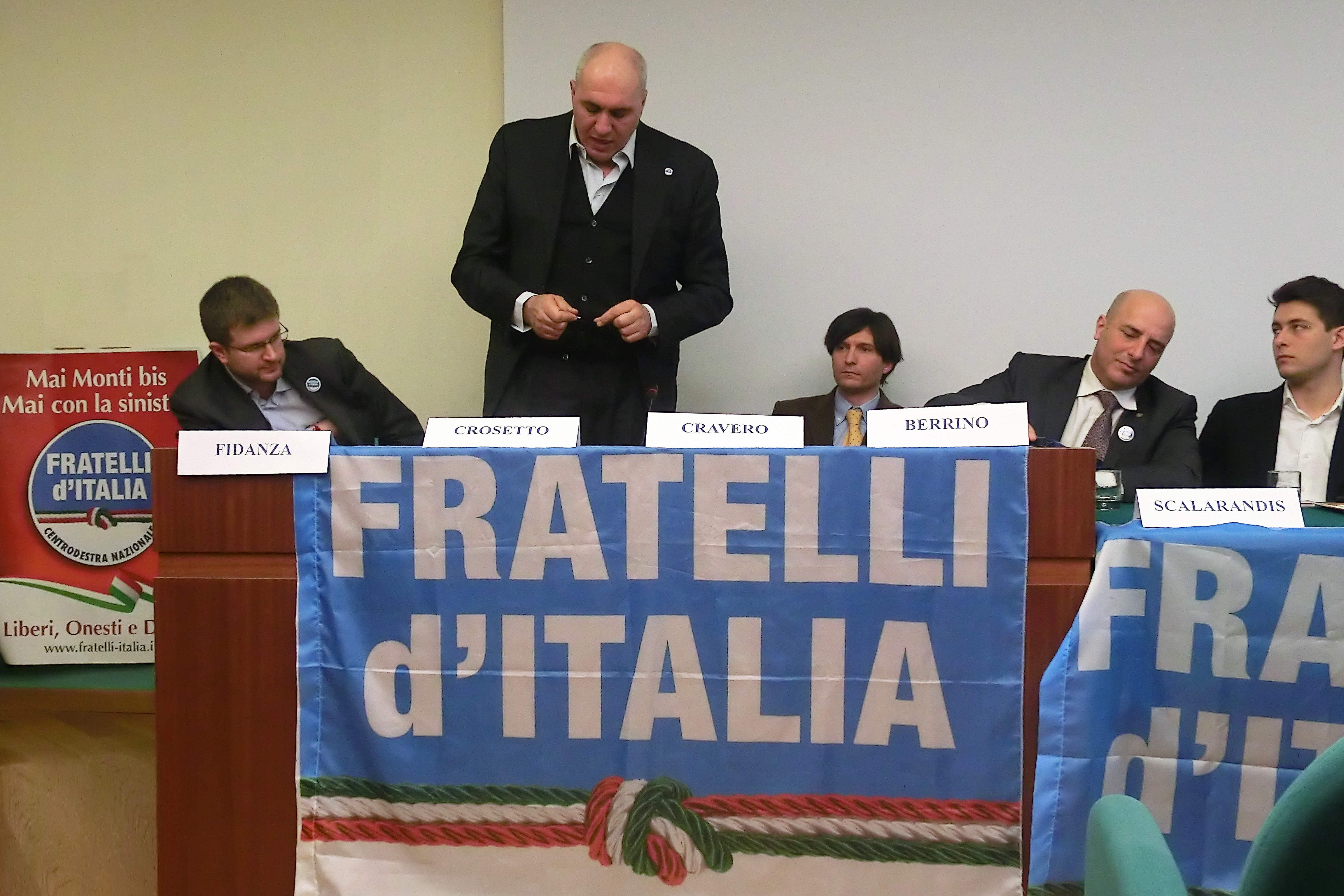
Guido Crosetto y Carlo Fidanza, encuentro de los Hermanos de Italia en 2013.

En noviembre de 2015, se anunció que el partido se sometería a un nuevo proceso de ampliación y que un nuevo partido, denominado Terra Nostra (TN), se lanzaría en enero de 2016. TN incluiría al FdI, junto con otros políticos de derecha, entre los que se encontraban Alberto Giorgetti (diputado de FI, que fue miembro de AN), Giuseppe Cossiga (exdiputado de FI y miembro fundador de FdI) y Walter Rizzetto (diputado de Alternativa Libera, originalmente elegido con el Movimiento 5 Estrellas).  En marzo de 2016, Rizzetto se unió oficialmente al FdI y, al mismo tiempo, se anunció que el grupo del partido en la Cámara pasaría a llamarse "Hermanos de Italia, nuestra tierra". El cambio de nombre nunca ocurrió, pero la ampliación del partido continuó con el cambio de dos diputados de FI.
En las elecciones municipales de 2016 en Roma, Meloni se postuló para alcaldesa con el apoyo de Noi con Salvini, pero en oposición al candidato apoyado por FI. Meloni obtuvo el 20.6% de los votos, casi el doble que el candidato de FI, pero no se calificó para la segunda vuelta, mientras que el FdI obtuvo un 12.3%.
En las elecciones regionales sicilianas de noviembre de 2017, Nello Musumeci, un conservador cercano al partido, fue elegido presidente de Sicilia.
En diciembre de 2017, durante el segundo congreso del partido, Meloni fue reelecta presidenta y el partido fue renombrado como Fratelli d'Italia (Hermanos de Italia) con un nuevo símbolo. En el evento, el FdI dio la bienvenida a varios recién llegados, en particular a Daniela Santanchè y Bruno Mancuso, respectivamente de FI y Alternativa Popolare (AP).  Mancuso se convirtió en el tercer senador del partido, después de que Stefano Bertacco  y Bartolomeo Amidei  cambiaron de FI en los meses anteriores. Además, Crosetto y Urso regresaron a un papel activo en política.

### Rumbo a las elecciones de 2022

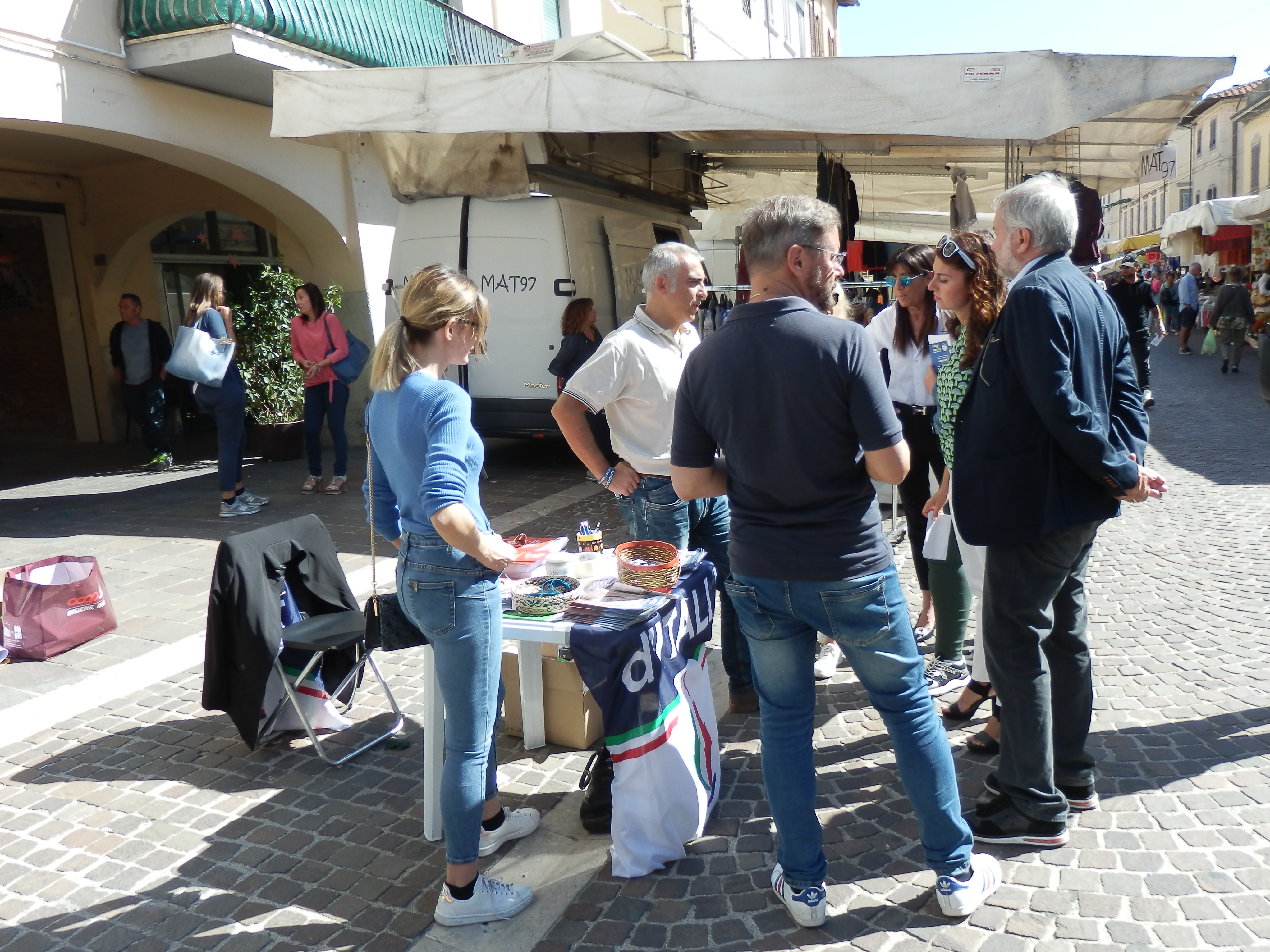
Voluntarios de la FdI haciendo campaña en Cascina, Toscana, tres días antes de las elecciones generales

De cara a las elecciones generales italianas de 2022 que suben en las encuestas, una elección anticipada que se convocó después de la crisis del gobierno italiano de 2022, se acordó entre la coalición de centro-derecha que el líder del partido que recibiera la mayor cantidad de votos sería presentado como candidato a primer ministro. En julio de 2022, la FdI era el primer partido de la coalición según las encuestas de opinión, y se esperaba que se convirtiera en primera ministra de Italia si la coalición de centro-derecha obtenía la mayoría absoluta en el Parlamento, el que sería el gobierno más derechista en la historia de la República Italiana según algunos académicos.
En un intento de moderar el partido para aplacar los temores entre quienes describen a la FdI como neofascista o de extrema derecha, incluidos los temores dentro de la Comisión Europea de que podría conducir a Italia hacia Hungría bajo Viktor Orbán, Meloni dijo a la prensa  extranjera que el fascismo italiano era historia. Como presidenta del Partido de los Conservadores y Reformistas Europeos , dijo que compartió las experiencias y valores del Partido Conservador en el Reino Unido, el Likud en Israel y el Partido Republicano en los Estados Unidos.

### Elecciones generales de 2022 y secuelas

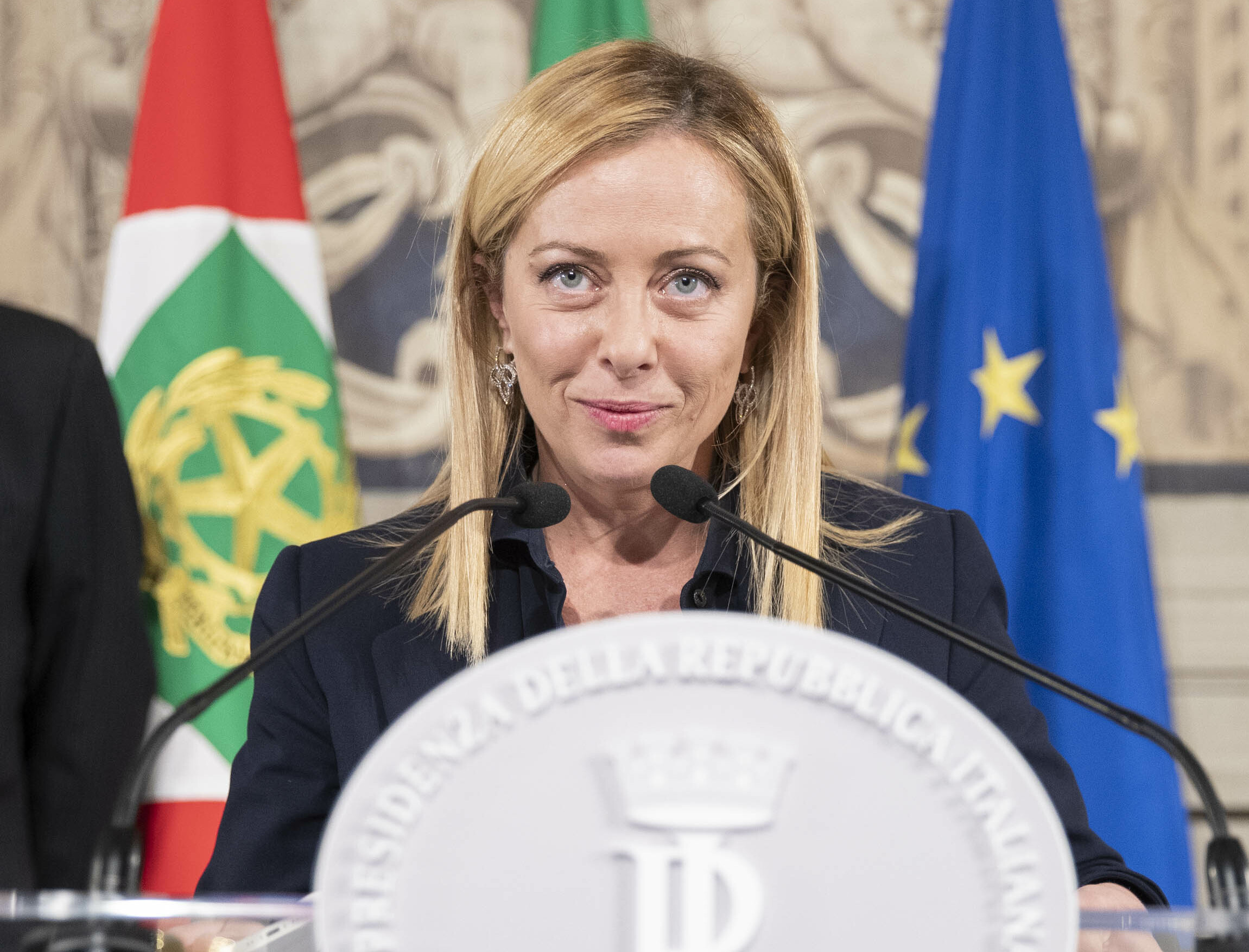
Giorgia Meloni en el Palacio del Quirinal aceptando la tarea de formar un nuevo gobierno

En el período previo a las elecciones, varios políticos anteriormente afiliados al FI de Berlusconi se unieron a las listas electorales de la FdI. En particular, incluyeron a Giulio Tremonti (ex- PSI y ex-FI, exministro de finanzas), Marcello Pera (ex-PSI y ex-FI, expresidente del Senado), Antonio Guidi ( ex-PSI y ex-FI, exministro de Familia y Solidaridad Social), Giulio Terzi di Sant'Agata (exministro de Relaciones Exteriores, presidente de honor del PRT ), Carlo Nordio (exfiscal, miembro del PLI ), y Eugenia Roccella (ex radical y feminista que luego se convirtió en feminista conservadora ), entre otros.
En unas elecciones de participación electoral récord, las encuestas a boca de urna proyectaron que la coalición de centro-derecha ganaría la mayoría de los escaños en las elecciones generales de 2022. Se proyectó que Meloni sería la ganadora de las elecciones con la FdI recibiendo una pluralidad de escaños, y por acuerdo con la coalición de centro-derecha, que sostenía que el partido más grande en la coalición sería el que nominase  a la próxima primera ministra, ella era la favorita para convertirse en primera ministra y sería la primera mujer del país en ocupar el cargo. El 13 de octubre, comenzó el nuevo mandato parlamentario y se eligió a La Russa de la FdI. Presidente del Senado de la República ; es el primer político de origen neofascista y procedente de un partido posfascista en ocupar el cargo, que es el segundo cargo de más alto rango de la República Italiana.
Después de las conversaciones habituales entre los partidos y el presidente, Sergio Mattarella, como parte de la formación del gobierno italiano de 2022 los días 20 y 21 de octubre, Meloni aceptó la tarea de formar un nuevo gobierno y anunció el gobierno de Meloni , que asumió funciones oficiales después de que cada ministro prestara juramento el 22 de octubre. Se describió de diversas formas como un cambio hacia la derecha política, y la primera coalición liderada por la extrema derecha, así como su primer líder de extrema derecha, desde la Segunda Guerra Mundial. Además de Meloni, el gobierno incluyó a 9 ministros de la FdI, entre los que se destacan Nordio en Justicia, Crosetto en Defensa y Urso en Desarrollo Económico. El gobierno de Meloni ganó con éxito los votos de confianza del 25 al 26 de octubre con una cómoda mayoría en ambas cámaras del Parlamento italiano.

## Ideología
El FdI tiene sus raíces en la historia y los valores de los tradicionales Movimiento Social Italiano y la Alianza Nacional.  Las principales tendencias ideológicas del partido son el conservadurismo y el nacionalismo italiano, y su ideología incluye también un sentimiento euroescéptico (principalmente contra el Tratado de Lisboa).
El FdI ha incluido varias facciones internas, entre las que destacan:
- Italia primero (Prima l'Italia), dirigido por Gianni Alemanno;
- HacerItalia (FareItalia), dirigido por Adolfo Urso;
- Yo amo Italia (Io Amo l'Italia), dirigido por Magdi Allam;
- Yo Sur (Io Sud), dirigido por Adriana Poli Bortone.

Alemanno y Poli Bortone abandonaron el FdI, junto con sus facciones, en diciembre de 2014 y abril de 2015, respectivamente.

### Cuestiones sociales
En asuntos sociales, el partido ha sido considerado como ultraconservador. El partido se opone al aborto, a la eutanasia, al matrimonio entre personas del mismo sexo y a la adopción por parte de dichas parejas. En 2022, los Hermanos de Italia presentaron un proyecto de ley que convierte la gestación subrogada en un delito castigado con la cárcel. El partido también se opuso a la aprobación de leyes que penalicen los actos discriminatorios "por razón de sexo, orientación sexual o identidad de género".
El partido es hostil a la introducción del derecho de suelo y propone fuertes restricciones a la inmigración tanto legal como ilegal. El partido denuncia la supuesta «islamización» de Europa. También quiere prohibir el acceso a los puertos a los barcos de las ONG que hayan rescatado a inmigrantes en el mar, aumentar el número de centros de vigilancia e incrementar y acelerar la expulsión de inmigrantes ilegales.

### Cuestiones económicas
El partido defiende políticas económicas que han sido consideradas como proteccionistas, que pretenden favorecer al mercado e industria nacionales. Quiere introducir un impuesto único, suprimir la renta básica e introducir la preferencia nacional en el acceso al empleo y la vivienda.

### Política exterior
Durante mucho tiempo ha sido euroescéptico. Sin embargo, Fratelli d'Italia ha renunciado a su apoyo a la salida del euro y de la Unión Europea. Antes del comienzo de la invasión rusa de Ucrania en 2022, el partido estaba a favor de mejores relaciones con Rusia mientras mantenía una postura pro-OTAN. Desde entonces condenó la invasión y se comprometió a seguir enviando armas a Ucrania.

## Resultados electorales

### Parlamento italiano

#### Cámara de Diputados

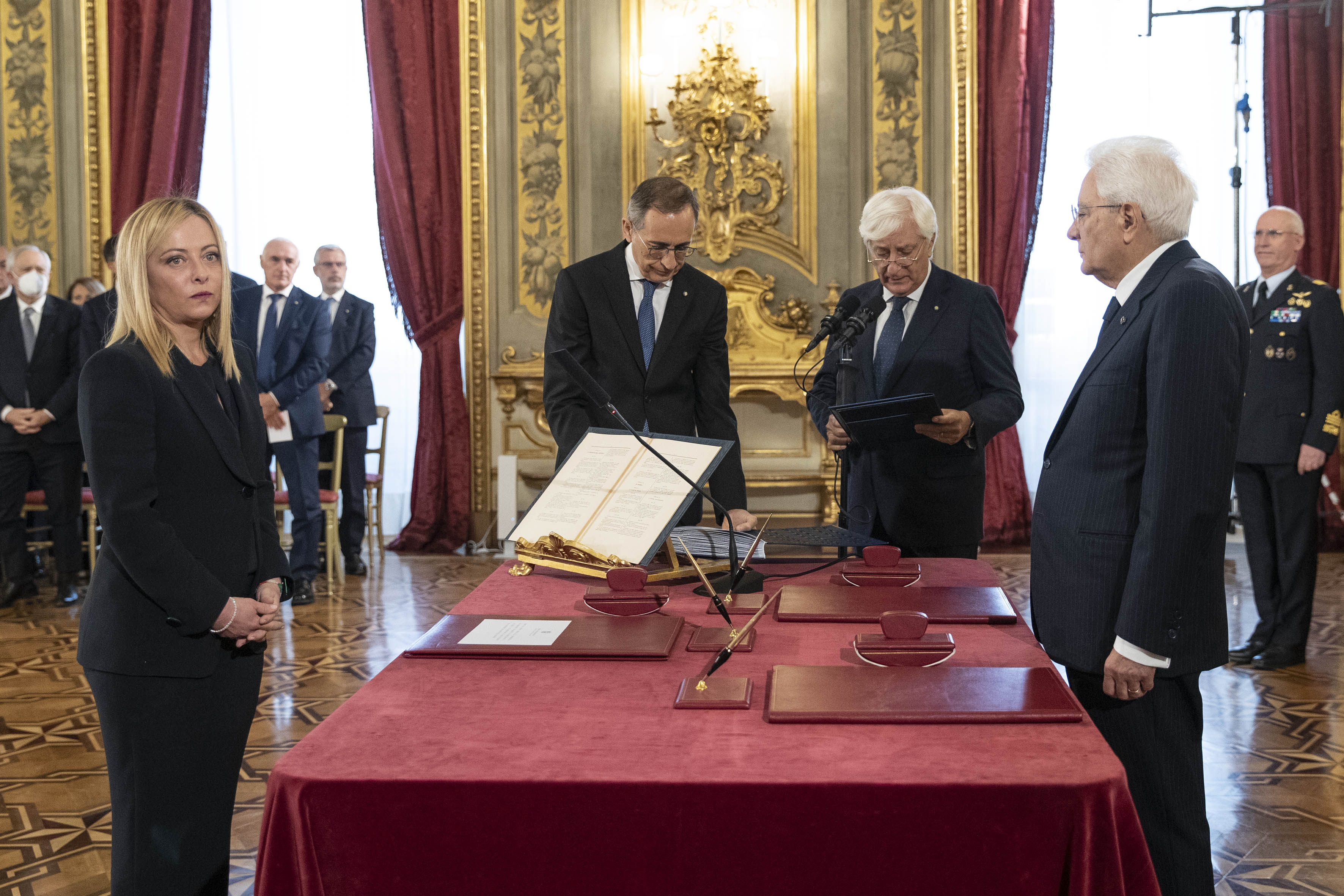
La lider de Hermanos de Italia Giorgia Meloni jurando el cargo de Presidenta del Consejo de Ministros de Italia, convirtiéndose en la primera mujer en jurar este cargo.

|  | 2.0 % |

|  | 4.4 % |

|  | 26.01 % |

#### Senado de la República
|  | 1.9 % |

|  | 4.3 % |

|  | 26.03 % |

### Parlamento Europeo
| Año  | Votos           | %     | Escaños | +/− | Líder          |
| ---- | --------------- | ----- | ------- | --- | -------------- |
| 2014 | 1,004,037 (7.º) | 3.7   | 0/73    | –   | Giorgia Meloni |
| 2019 | 1,726,189 (5.º) | 6.4   | 6/76    | 6   | Giorgia Meloni |
| 2024 | 6.733.906 (1.º) | 28,76 | 24/76   | 18  | Giorgia Meloni |